# Старая школа Святого Николая
Старая школа Святого Николая (нем. Alte Nikolaischule) — первая городская школа немецкого города Лейпциг в федеральной земле Саксония. Открытая 6 декабря 1512 года, она считается одной из старейших светских школ Германии. В настоящее время её гуманистические традиции продолжает Новая школа Святого Николая.

## Описание
Здание школы представляет собой относительно простую в исполнении трёхэтажную постройку, увенчанную высокой крышей, под которой размещаются два дополнительных этажа (после реставрации 1990-х годов здание получило дополнительно подземный этаж). Что сегодня выглядит как единый архитектурный ансамбль, в действительности объединяет три различных здания, находившиеся изначально в собственности церкви св. Николая. Единственным украшением светлого оштукатуренного фасада служат оконные рамы, профилированный карниз и входной портал из характерного красного рохлицского порфирового туфа, а также тройная аркада рубежа XIX—XX веков.
Во внутреннем убранстве историческую ценность представляют позднесредневековая школьная аудитория на первом этаже с деревянными потолочными перекрытиями конца XVI века и на третьем этаже — оформленная в классицистическом стиле школьная аула 1827 года.
Небольшой внутренний двор был в 1990-х годах перекрыт стеклянной крышей и используется как основной лестничный проём здания; здесь же размещается лифт, соединяющий все этажи бывшей школы.

## История
Папское разрешение на открытие школы городской совет Лейпцига получил уже 11 марта 1395 года, однако, свою деятельность школа на подворье церкви св. Николая (лат. scola nicolaitana) начала лишь в конце XV века (впервые письменно упомянута в 1490 году), причём в качестве частного учебного заведения. Видимо, с ростом значимости основанного в 1409 году университета и понимая необходимость начальной учебной подготовки, в марте 1498 года городской совет, наконец, постановил открытие принадлежащей городу школы. Для этих целей в 1511 году на церковном подворье св. Николая были выкуплены и снесены две старых ветхих постройки, и к 1512 году взамен возведено здание городской школы с учебными помещениями на первом и третьем этажах.

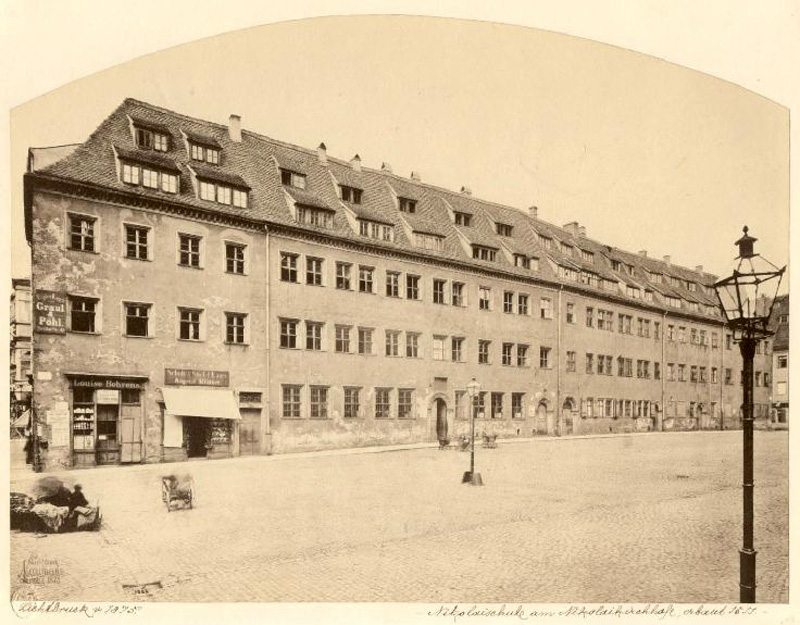
Здание школы в 1875 году

Уже в 1530 году здание школы было перестроено и расширено в связи с постоянно растущим числом учащихся. К 1553 году школу пришлось возвести заново после пожара 1551 года, и в 1596—1597 годах она была вновь перестроена Якобом Грибе в стиле ренессанс. К началу XVII века школа св. Николая представляла собой классическую так называемую латинскую школу с шестью классами. В 1716 году было введено обучение на немецком языке.
В 1820-х годах школа св. Николая была расширена за счет прилегающего углового дома, в котором разместились не только дополнительные учебные помещения, но также школьные аула и карцер.
В 1872 году школа св. Николая была переведена в новое здание по адресу нем. Königsstraße 30 (ныне — угол Goldschmidtstraße/Stephanstraße; разрушено во Второй мировой войне). С тех пор старое школьное здание у церкви св. Николая часто меняло своих пользователей: так, здесь размещались Королевская строительная школа (1886—1889), страховое общество (1890—1896), санитарная станция (с 1897 года), гауптвахта (1907—1910), склад, отделение полиции и т. д.
В 1953 году здание было передано университету, и использовалось вплоть до середины 1970 годов бухгалтерской школой. В 1976 году из-за плохого технического состояния строительный надзор запретил дальнейшее использование здания старой школы св. Николая.
Городское правительство хотя и планировало реставрацию и дальнейшее использование здания как дворца бракосочетаний, однако, вследствие хронической нехватки финансирования, эта идея не была реализована, и в 1986 году начался снос прилегавших построек. В начинавшейся Мирной революции, питавшейся в том числе неуважительным отношением правительства к (знаковым) историческим памятникам, в сознании жителей Лейпцига сформировалась мысль о необходимости сохранения здания старейшей городской школы. После объединения Германии в октябре 1990 года здание было передано общественной организации нем. Kulturstiftung Leipzig – Stiftung für Denkmalpflege, Stadtkultur und Umweltschutz (Лейпцигский культурный фонд — Фонд охраны памятников, городской культуры и защиты окружающей среды), при финансовой помощи Франкфурта начавшей санацию, продлившуюся до сентября 1994 года.

## Современное использование
В наши дни здесь располагаются помещения «Лейпцигского культурного фонда», а также:
- Античный музей университета — одно из крупнейших университетских собраний такого рода,
- открытый в 2013 году Музей Рихарда Вагнера, посвящённый его ранним годам (1813—1834) в Лейпциге и
- ресторан нем. Gaststätte "Alte Nikolaischule".

Кроме того, в восстановленной старой школьной ауле на третьем этаже регулярно проходят лекции, концерты и прочие культурные мероприятия.

## Известные ученики
- Христиан Томазий
- Готфрид Вильгельм Лейбниц
- Иоганн Готтфрид Зойме
- Герман Шульце-Делич
- Рихард Вагнер[2]
- Рихард Бек